# Clusium
Clusium jelentős, fallal körülvett város volt a Római Birodalomban, a mai Toszkána Siena megyéjében, Közép-Itália északi részén, a hegyektől nyugatra. A város a valamikori etruszk Clevsin városra települt, amely a prehistorikus (talán szintén etruszk) villanovai kultúra területén épült fel. A mai Chiusi város részben átfedi az ókori Clusium területét és a neve is tőle származik. (A latin 'Clu'- az olaszban 'Chiu'-vá vált).
A villanovai kultúra idejéből például halotti hamvak tartóurnái kerültek elő Chiusinál.
Chiusi egy hegyen fekszik a Clanis folyó völgye felett és közel a Clusium tóhoz. (Mindkettő már az ókorban is ezen a néven volt ismert.) A Clanis a Tiberis vízrendszeréhez tartozik és hajózható volt. Róma Clusiumból elérhető volt a Via Cassia nevű fontos római úton is, amely egy etruszk útra épült rá.
Clusiumot a római időkben és később sokszor foglalták el, ami megnehezíti az etruszk rétegek kutatását. Clevsin az Etruszk Liga egyik erős városa volt. Az ókori források szerint itt volt a Kr. e. 500 körül Rómát is megostromló Lars Porsena, Clevsin királyának monumentális sírja. (A várost azonban Sulla Kr. e. 89-ben földig romboltatta.)
Kr. e. 391. körül a gallok Clusiumot ostromolták és a város Rómához fordult segítségért. Az egyik római tárgyaló a Fabiusok közül megölt egy gall vezetőt, és miután a rómaiak nem adták ki a galloknak a Fabiusokat, sőt konzulnak nevezték őket, a Brennus vezette gallok Róma ellen indultak és feldúlták a várost.
Lásd még: Alliai csata